# Phare de Grand River
Le phare de Grand River (en anglais : Grand River Light), est un phare désactivé situé à Fairport Harbor sur le lac Érié, à l'embouchure de Grand River dans le comté de Lake, Ohio. Il sert désormais de musée maritime.
Il est inscrit au Registre national des lieux historiques depuis le 5 novembre 1971 sous le n° 71000642.

## Historique
Ce phare a été construit en 1871 et mis hors service en 1925 pour être remplacé par le phare du brise-lames ouest de Fairport Harbor.
À un moment donné, la garde côtière avait envisagé d'utiliser la maison du gardien pour loger son personnel et démolir la tour, mais une campagne de préservation par des résidents locaux a empêché que cela se produise. En 1945, la garde côtière a remis la propriété de la station à la ville.
La tour est ouverte au public et la maison du gardien sert actuellement de musée en tant que Fairport Harbor Marine Museum and Lighthouse (le premier du genre dans le pays), géré par la Fairport Harbor Historical Society. Les visiteurs peuvent escalader le phare pour une vue sur le port. Fondé en 1945, le musée présente des expositions sur l'histoire du phare et de ses gardiens, une lentille de Fresnel, des équipements de sauvetage, la vie sur les Grands Lacs, des maquettes de navires et des artefacts maritimes. Il y a une boutique de cadeaux. L'ancienne timonerie du transporteur des Grands Lacs, le Frontenac, est attaché au bâtiment du musée. Le musée est ouvert en saison et est situé au 129 Second Street.
Identifiant : ARLHS : USA-279 .

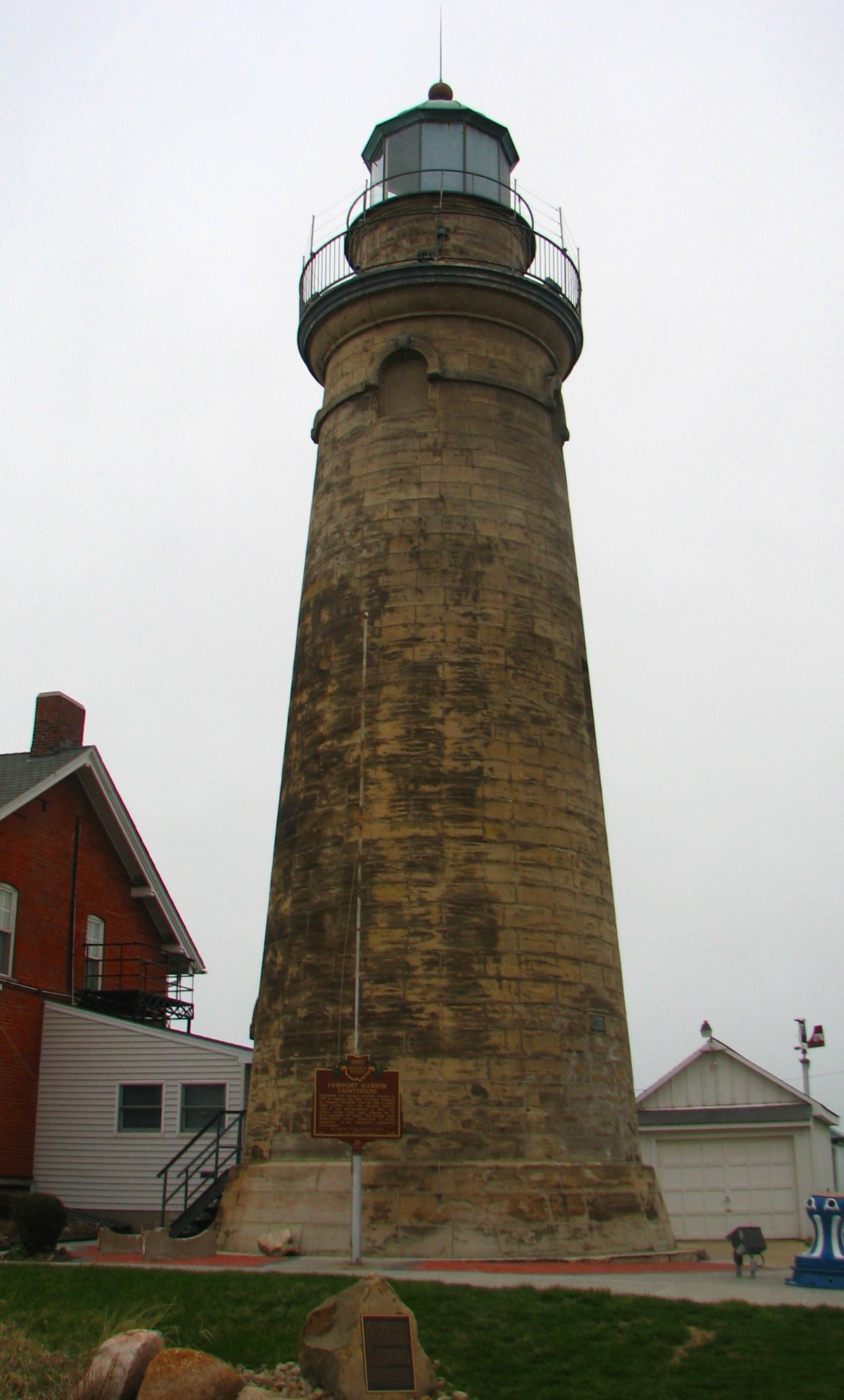
Le phare
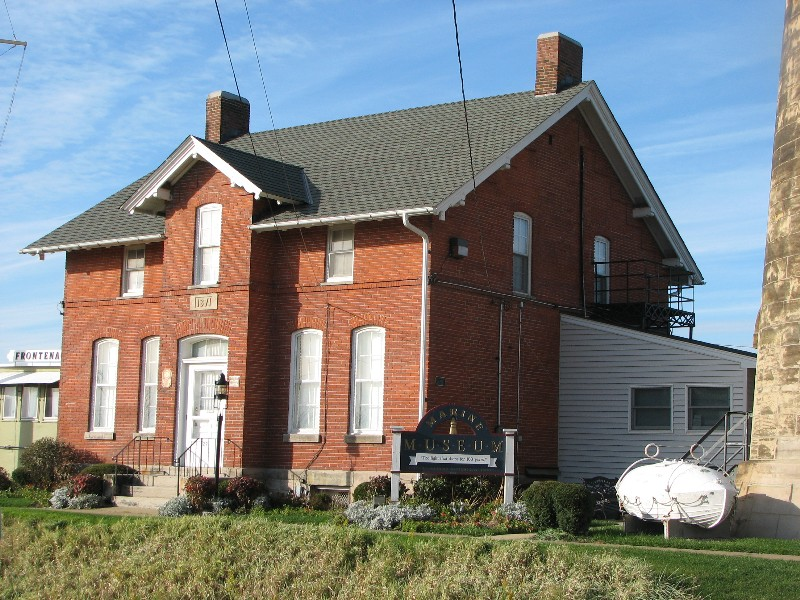
Le musée